# Spinophiura jolliveti
Spinophiura jolliveti is een slangster uit de familie Ophiuridae.
De wetenschappelijke naam van de soort werd in 2006 gepubliceerd door Sabine Stöhr & M. Segonzac.